# قلعه پایین‌برم
قلعه پائین برم روستایی در دهستان حومه بخش مرکزی شهرستان دامغان استان سمنان ایران است.

## جمعیت
بر پایه سرشماری عمومی نفوس و مسکن در سال ۱۳۹۵ جمعیت این روستا ۴۲۱ نفر (در ۱۴۸ خانوار) بوده است.